# Vejby Strand
Vejby Strand er en strand, kyst- og sommerhusby i Nordsjælland med 341 indbyggere  (2025). Vejby Strand er beliggende i Vejby Sogn ved Kattegat 2,1 km nord for Vejby, 2,4 km nordøst for Holløselund, 3 km sydvest for Rågeleje på Nordsjælland og 9 kilometer nordvest for Helsinge. Byen tilhører Gribskov Kommune og ligger i Region Hovedstaden.
Sommerhusområdet blev udstykket omkring 1. verdenskrig. I 1935 blev en grundejerforening stiftet, der havde 37 medlemmer, der betalte 2 kr. i kontingent.
I 1976 blev der fundet en guldskat, der har fået navnet Vejbyskatten, bestående af 111 mønter fra middelalderen ved et forlist skib.
I området ligger en del sommerhuse tegnet af kendte arkitekter, bl.a. Ejner Graae, Poul Henningsen, Eva og Nils Koppel, Henning Larsen, Mogens Lassen, Erik Møller, Axel Maar, Anton Rosen, Frits Schlegel, Hans Georg Skovgaard og Jørn Utzon.
Blandt områdes beboere har været Olivia Holm-Møller, parret Agnete Therkildsen og Ejler Bille (hus tegnet af Utzon), Else Skouboe, Peter Stagsted, Henrik Bentzon og professorerne Jørgen Jørgensen, Christian Peter Marker, Erik Abrahamsen og Frits Christian Becker. I dag bor her eller har sommerhus her bl.a. Arne Astrup, Georg Metz, Peter Olesen, Morten Messerschmidt og Bente Sorgenfrey.